# Angraecum doratophyllum
Espèce
Angraecum doratophyllum est une espèce de plantes à fleurs de la famille des Orchidaceae et du genre Angraecum. C'est une orchidée endémique des îles de Sao Tomé et Principe.